# Айтойоки
Айтойоки (в верхнем течении — Литооя) — река в России, протекает по территории Поросозерского сельского поселения Суоярвского района и Гирвасского сельского поселения Кондопожского района Республики Карелии. Длина реки — 17 км.

## Общие сведения
Река берёт начало из озера Кивиярви на высоте 173,5 м над уровнем моря и далее течёт преимущественно в юго-восточном направлении по заболоченной местности.
Река в общей сложности имеет 11 малых притоков суммарной длиной 27 км.
Устье реки находится в 122 км по правому берегу реки Суны на высоте выше 132,2 м над уровнем моря.
Населённые пункты на реке отсутствуют.
Код объекта в государственном водном реестре — 01040100212202000015168.